# 大野車站
37°24′32.90″N 140°59′2.26″E / 37.4091389°N 140.9839611°E
大野車站（日语：／ Ōno eki */?），是東日本旅客鐵道（JR東日本）常磐線的鐵路車站，位於福島縣雙葉郡大熊町。此站為離福島第一核電廠最近的鐵路車站，相距約3公里。
2011年東日本大地震發生時本站雖未受海嘯侵襲，但受到福島第一核電廠事故的影響，本站位於該廠20公里警戒區之內，屬於輻射劑量較高的歸還困難區域，因此長期停止營業。2020年3月8日起車站周圍解除管制，3月14日隨著富岡浪江間路段恢復通車而重啟營運。

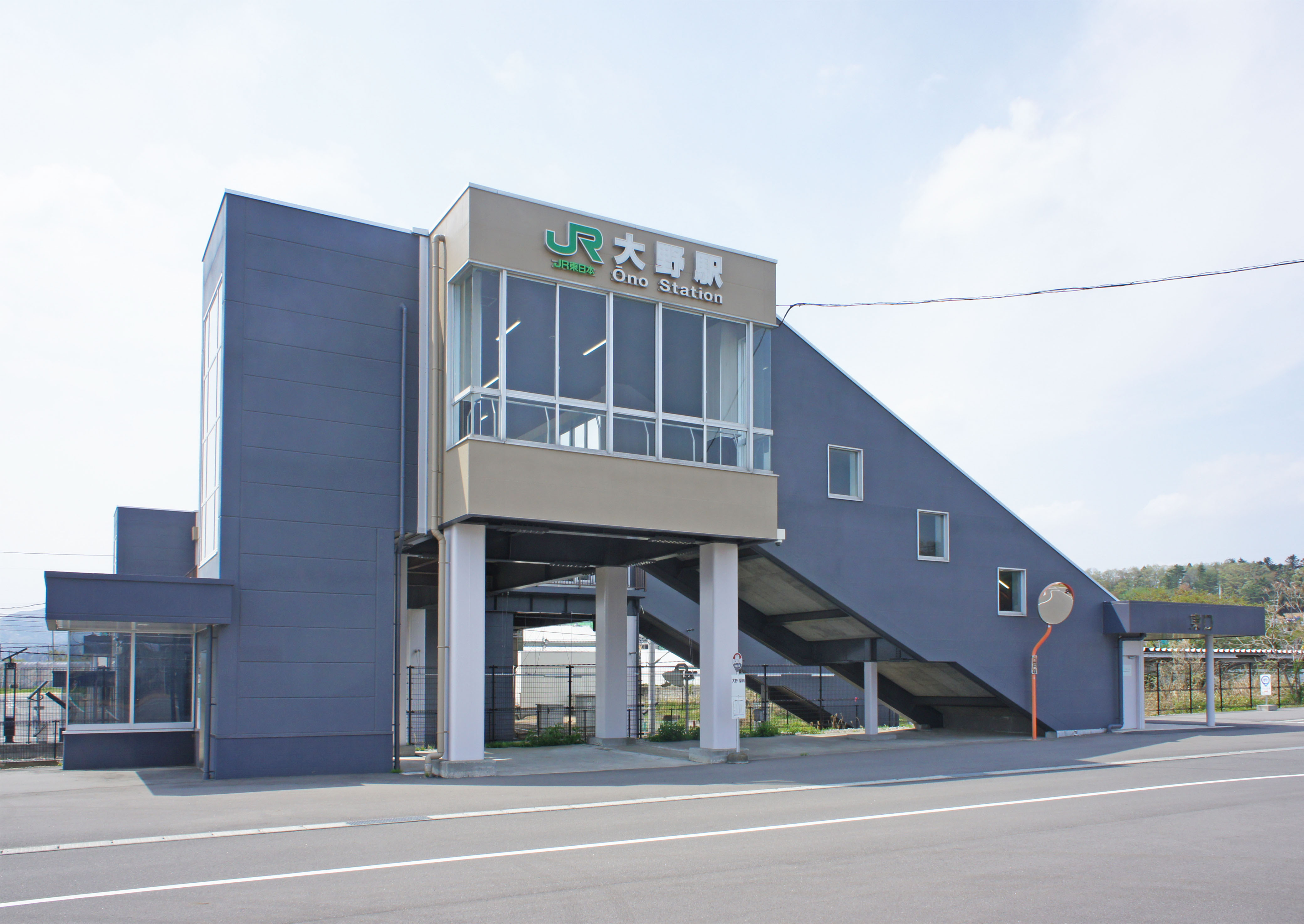
東口(2022年4月)

## 簡介
本站為地上站，站房採跨站式設計，有東西兩面出入口，站長室位於西面，跨站式站房於1987年落成啟用，原為白色外牆，2020年3月恢復營業之前，站房僅內外翻新未拆除，外牆改為褐色與灰黑色。曾擁有一座島式月台及兩股軌道。往仙台車站方面，與鄰站雙葉車站之間以往為雙線，但因本站至雙葉站區間仍列為歸還困難區域，道路交通極為不便。因此為確保在緊急情況可以快速且安全的疏散乘客，並確保乘客不會進入歸還困難區域，此區間路段由雙線改為單線，站內也只保留一股軌道，另一股軌道已拆除做為緊急避難通道之用；往上野方面一直到木戶車站為單線，在2020年恢復通車前曾設有安全側線。因車站前後有彎道，車速限制為75km/h。
震災前車站設有綠色窗口及自動售票機，售票業務委託JR東日本的子公司「JR水戶鐵道服務」（JR水戸鉄道サービス）進行。2020年3月14日恢復通車後，編入東京近郊區間，且新設Suica讀卡機，並導入遠端服務的「Smart Station for EXPRESS」系統而改為無人站。

### 月台配置
| 月台 | 路線    | 方向       | 目的地                                            |
| ---- | ------- | ---------- | ------------------------------------------------- |
| 1    | ■常磐線 | 下行、上行 | 下行：原之町、仙台方向 上行：富岡、磐城、水戶方向 |

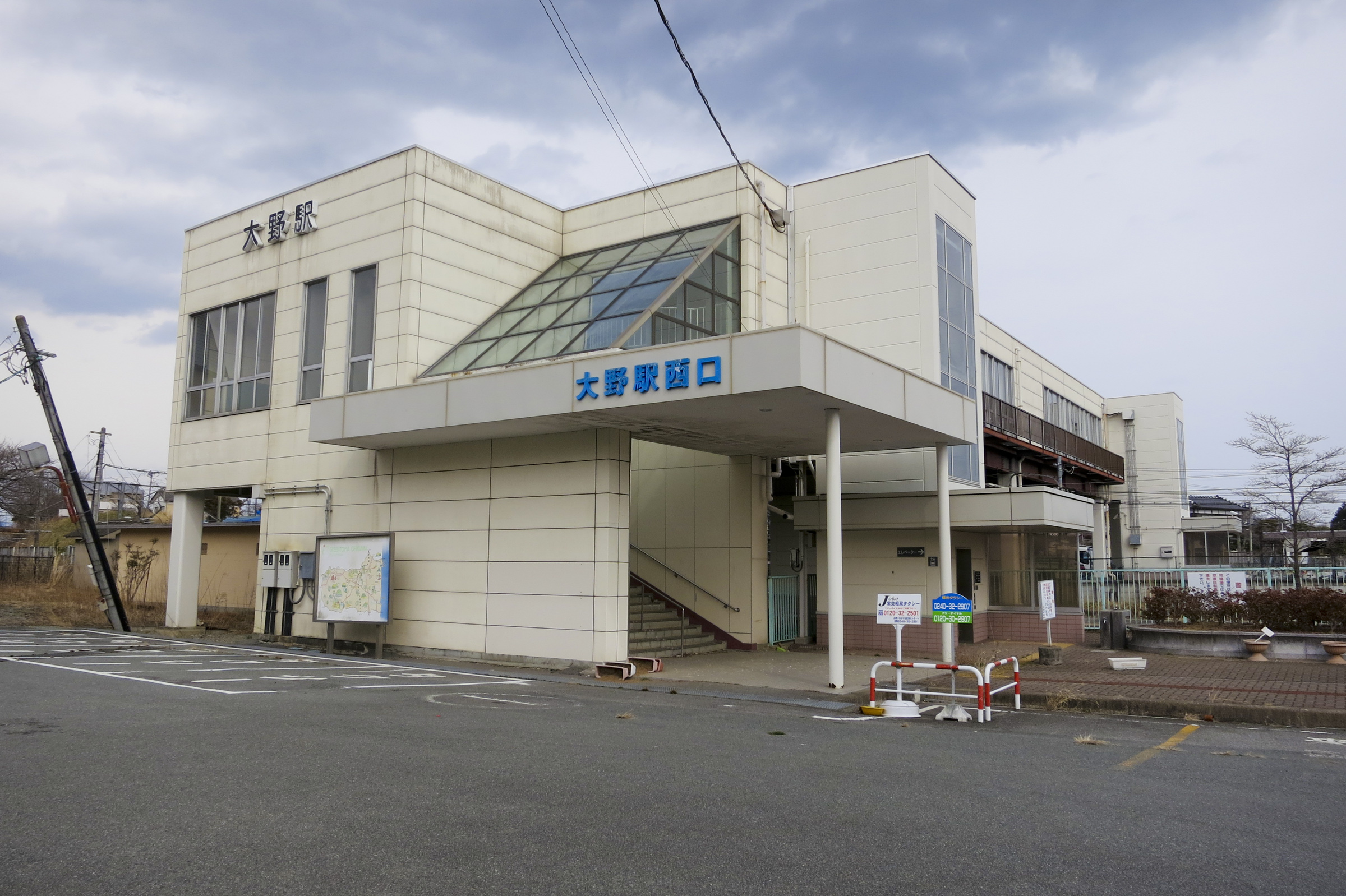
舊車站西口（2012年3月）
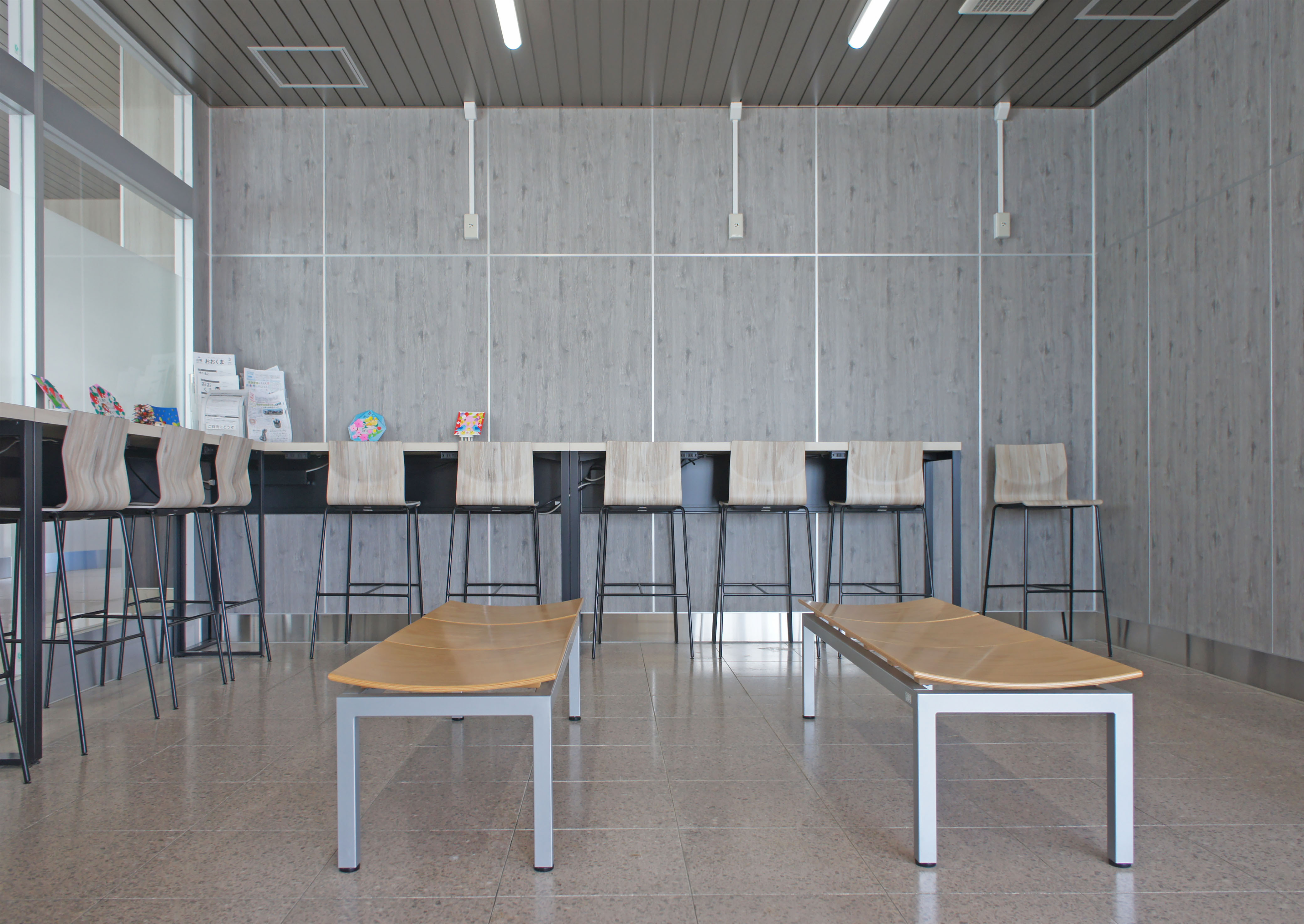
候車室(2022年4月)
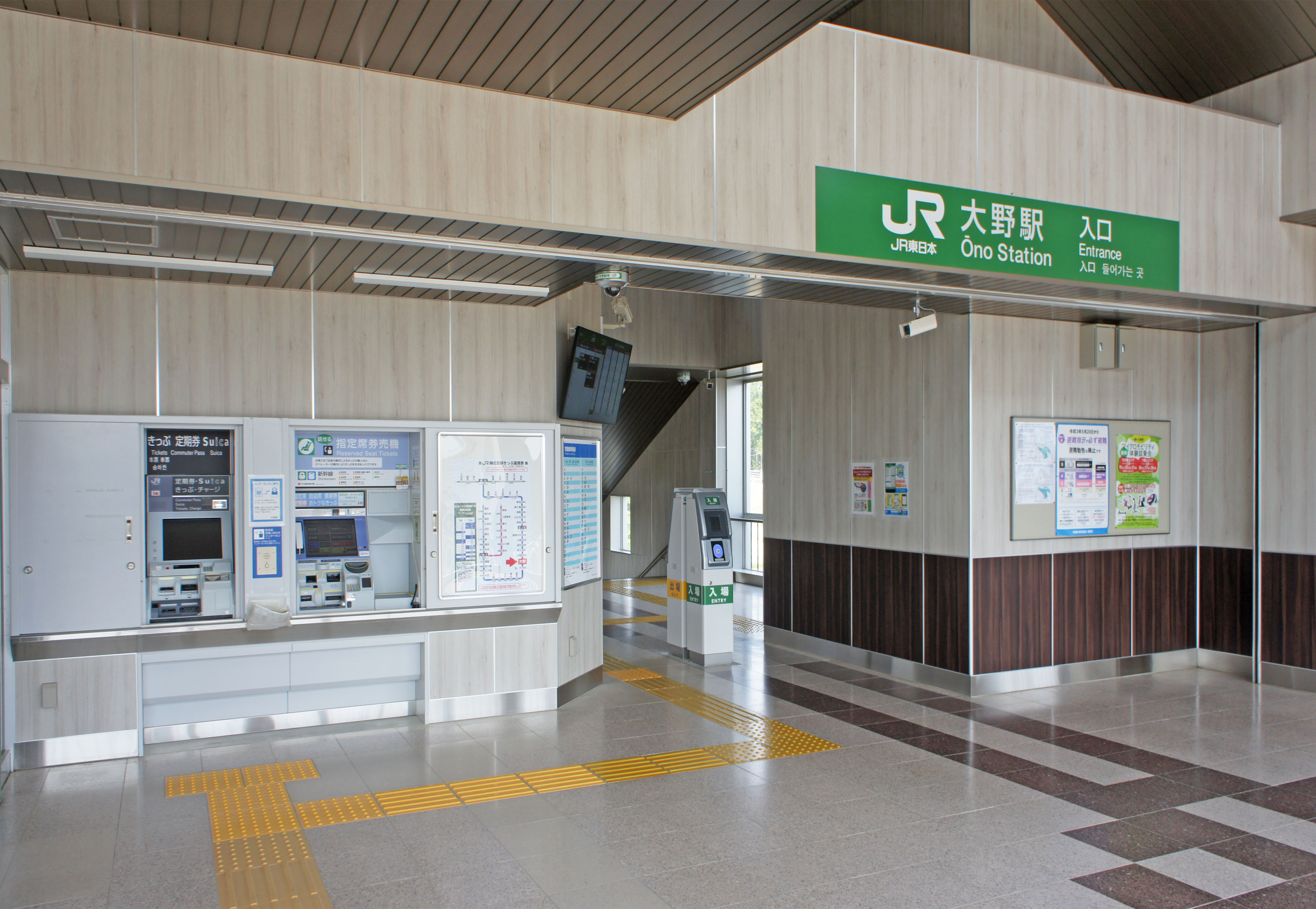
驗票口（2022年4月）
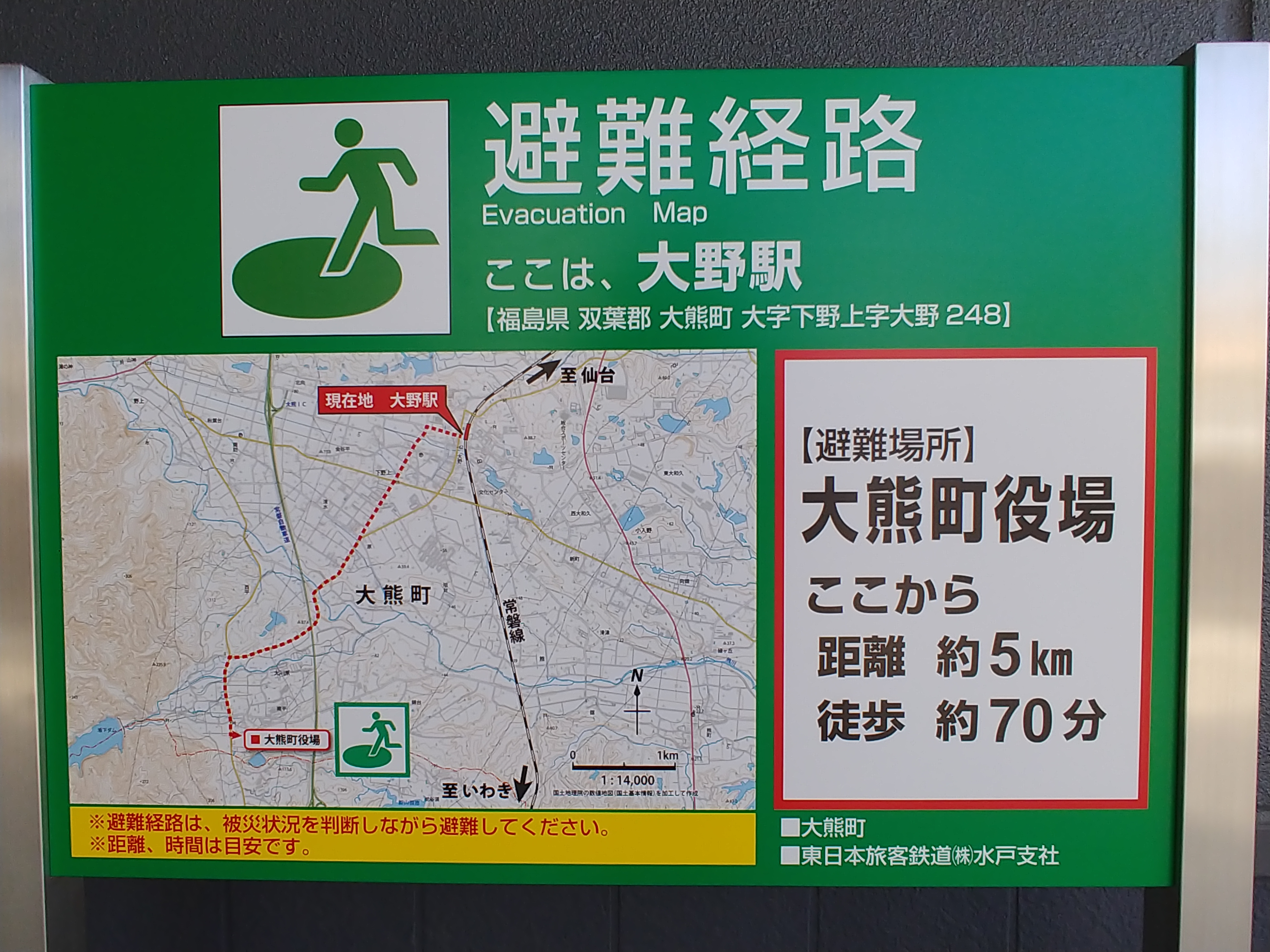
车站入口处的避难线路海报（2020年3月）
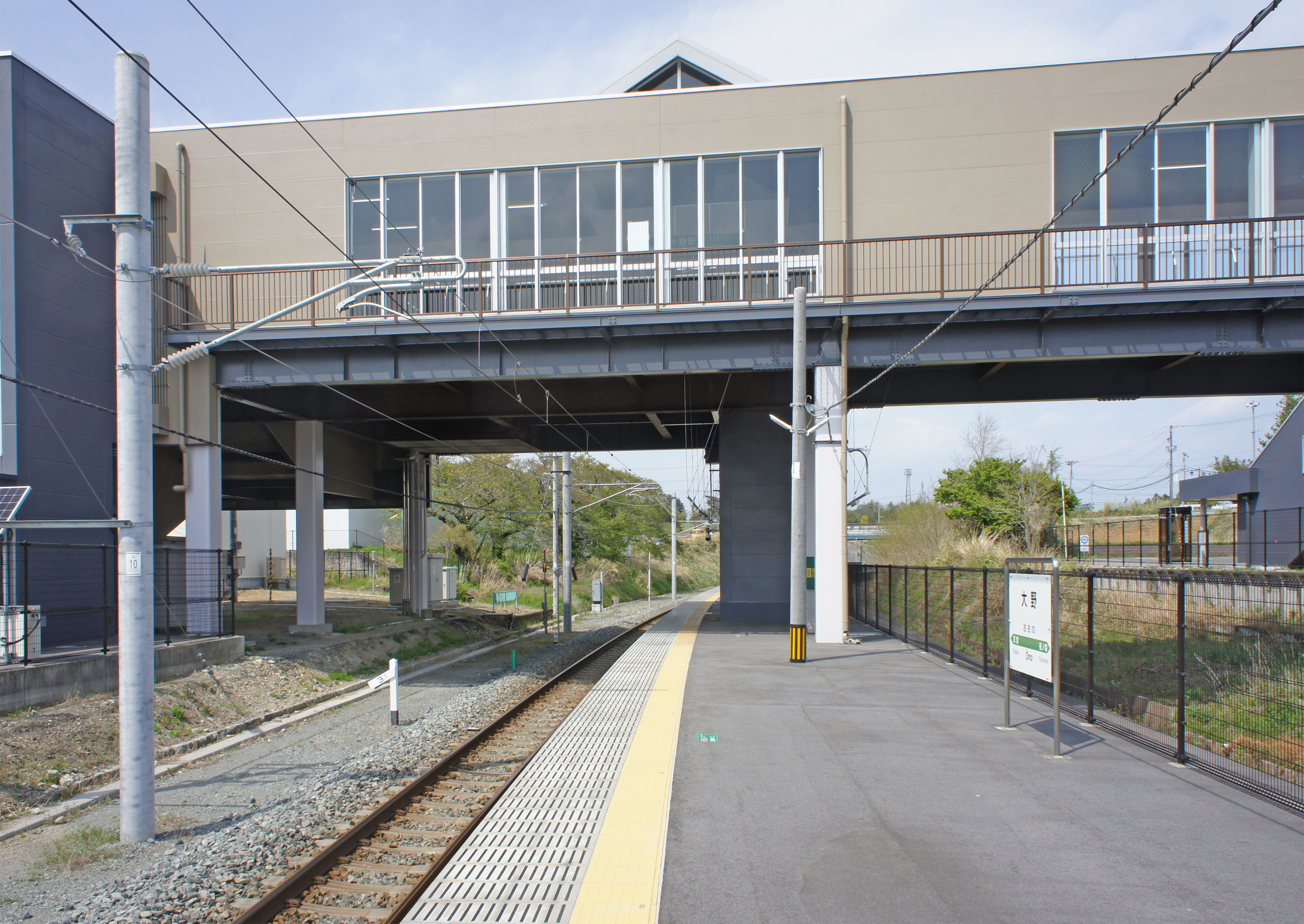
月台(2022年4月)

## 使用情況
根據JR東日本，2000年度（平成12年度）- 2010年度（平成22年度）1日平均上車人次推移如下表。 
2011年（平成23年）3月11日 - 2020年（令和元年）3月13日前述路段暫停營業，翌日3月14日恢復營業以後成為無人站，2011年度（平成23年度）以後不再公佈統計值。 
| 上車人次推移       | 上車人次推移     | 上車人次推移    |
| 年度               | 1日平均 上車人次 | 來源            |
| ------------------ | ---------------- | --------------- |
| 2000年（平成12年） | 735              | [ 利用客数 1 ]  |
| 2001年（平成13年） | 741              | [ 利用客数 2 ]  |
| 2002年（平成14年） | 739              | [ 利用客数 3 ]  |
| 2003年（平成15年） | 753              | [ 利用客数 4 ]  |
| 2004年（平成16年） | 703              | [ 利用客数 5 ]  |
| 2005年（平成17年） | 702              | [ 利用客数 6 ]  |
| 2006年（平成18年） | 680              | [ 利用客数 7 ]  |
| 2007年（平成19年） | 647              | [ 利用客数 8 ]  |
| 2008年（平成20年） | 629              | [ 利用客数 9 ]  |
| 2009年（平成21年） | 610              | [ 利用客数 10 ] |
| 2010年（平成22年） | 616              | [ 利用客数 11 ] |

## 相鄰車站
東日本旅客鐵道
■常磐線
夜之森－大野－雙葉

### 使用情況
1. ↑  . 東日本旅客鉄道.   [2019-03-04]. （原始内容存档于2019-04-02）.
2. ↑  . 東日本旅客鉄道.   [2019-03-04]. （原始内容存档于2019-02-22）.
3. ↑  . 東日本旅客鉄道.   [2019-03-04]. （原始内容存档于2019-04-02）.
4. ↑  . 東日本旅客鉄道.   [2019-03-04]. （原始内容存档于2019-03-27）.
5. ↑  . 東日本旅客鉄道.   [2019-03-04]. （原始内容存档于2019-02-23）.
6. ↑  . 東日本旅客鉄道.   [2019-03-04]. （原始内容存档于2019-04-02）.
7. ↑  . 東日本旅客鉄道.   [2019-03-04]. （原始内容存档于2019-04-02）.
8. ↑  . 東日本旅客鉄道.   [2019-03-04]. （原始内容存档于2019-04-02）.
9. ↑  . 東日本旅客鉄道.   [2019-03-04]. （原始内容存档于2019-02-22）.
10. ↑  . 東日本旅客鉄道.   [2019-03-04]. （原始内容存档于2019-04-02）.
11. ↑  . 東日本旅客鉄道.   [2019-03-04]. （原始内容存档于2019-04-02）.

## 外部連結
- 車站資訊（大野）：東日本旅客鐵道